# Sinhalezi
Sinhalezi ili Singali su indoarijevska etnička skupina porijeklom s otoka Šri Lanke. Povijesno su bili poznati kao Hela narod koji je govorio hela, odnosno elu jezik koji se još uvijek govori na Papua Novoj Gvineji. Oni čine oko 75% stanovništva Šri Lanke, a ima ih više od 16,2 milijuna. Većina ih je koncentrirana na Šri Lanki, ali postoji i značajna dijaspora od oko 305 000 pripadnika, uglavnom koncentrirana u državama Jugoistočne Azije, dok velike zajednice postoje i u Australiji, SAD-u i Ujedinjenom Kraljevstvu.

## Sinhaleski identitet
Sinhaleski identitet temelji se na jeziku, kulturnoj baštini i nacionalnosti. Sinhalezi govore sinhalski, otočni indoarijski jezik, i pretežno su theravada budisti,, dok se 12,6% identificira kao hindu, 9,7% kao muslimani i 6,1% kao kršćani.

## Sinhaleske skupine
Od 1815. Sinhalezi su općenito bili podijeljeni u dvije odgovarajuće skupine: 'Sinhaleze iz gornje zemlje' u središnjim planinskim regijama i 'Sinhaleze iz niskih zemalja' u obalnim regijama, međutim, iako obje skupine govore istim jezikom, razlikuju se po različitim kulturnim običajima.

## Podrijetlo
Prema Mahavamsi (pomno vođena povijesna kronika Šri Lanke) i Dipavamsi (najstariji postojeći povijesni zapis o Šri Lanki, sastavljen u 4. stoljeću)  iz 3.  do 5. stoljeća koje su na Paliu napisali budistički redovnici iz Anuradhapura Maha Viharaye u Šri Lanki, Sinhalezi potječu od doseljenika koji su došli na otok 543. pr. Kr. iz Sinhapure na čelu s princom Vijayom koji su se pomiješali s autohtonim narodom Yakka i kasnijim doseljenicima iz kraljevstva Pandya.